# 亀ヶ谷坂

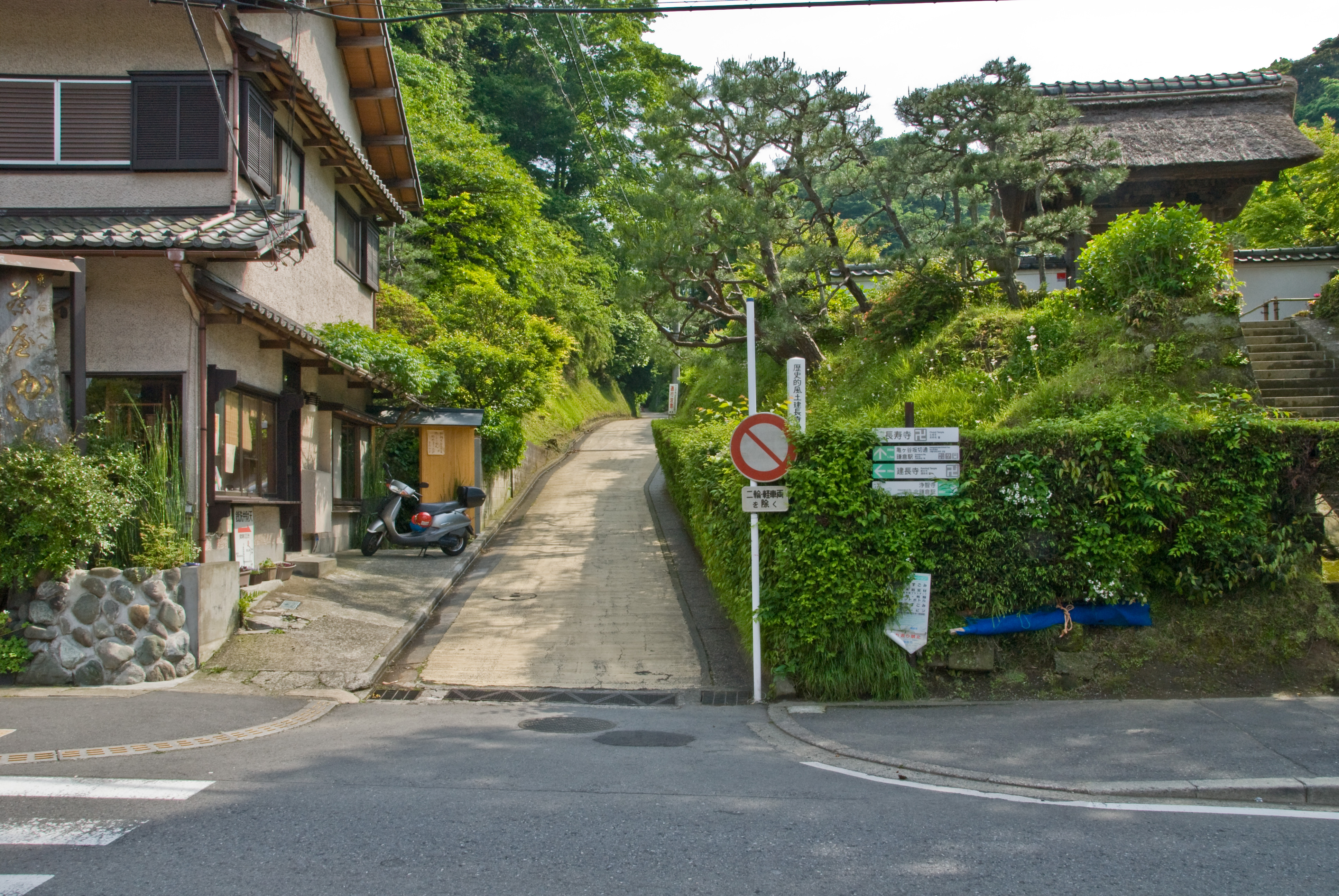
亀ヶ谷坂の北鎌倉側（山ノ内）登り口
県道21号（鎌倉街道）の長寿寺門前にある。

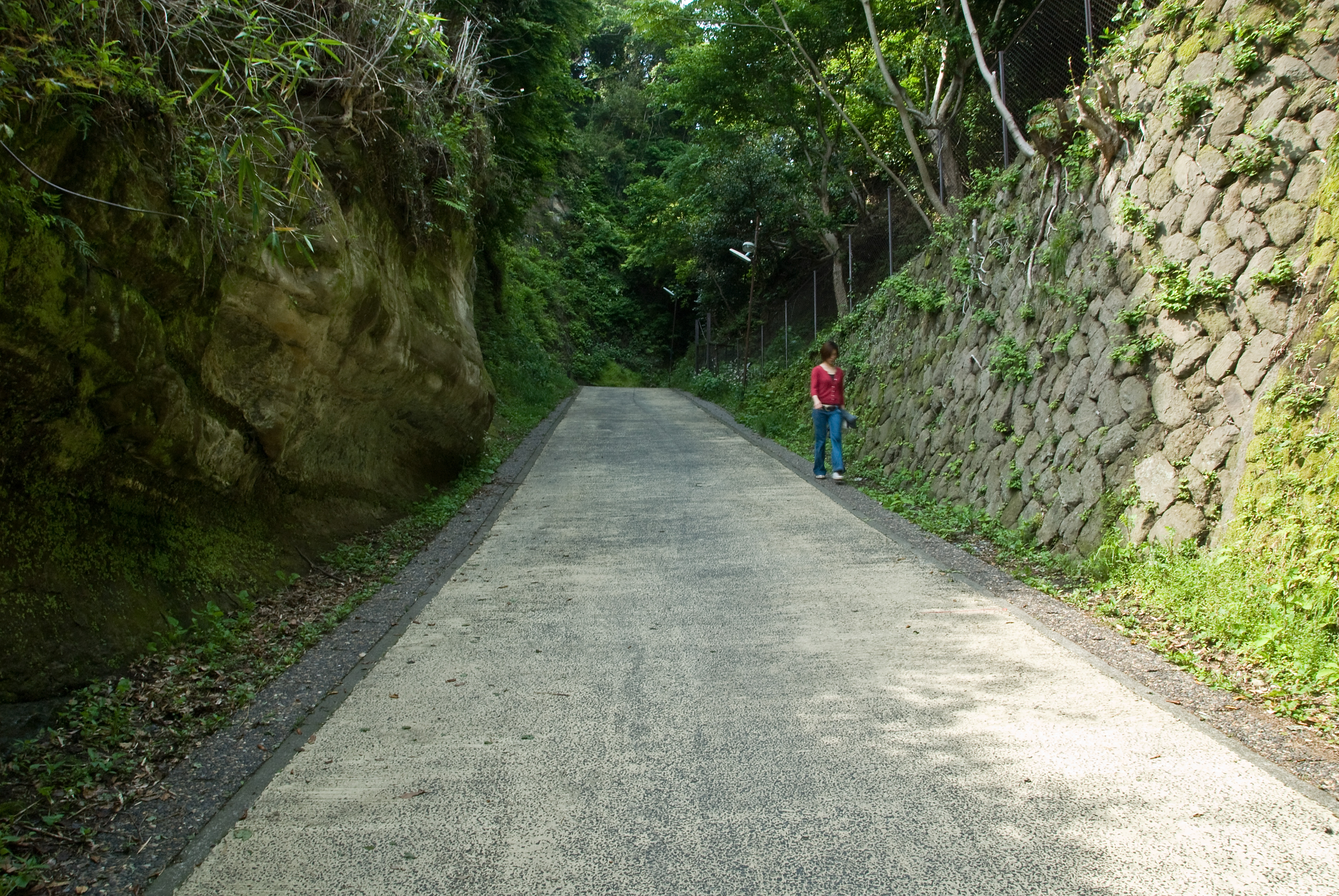
鎌倉側（扇ガ谷）

亀ヶ谷坂（かめがやつさか）は鎌倉七口のひとつ。現在の神奈川県鎌倉市山ノ内から扇ガ谷を結ぶ坂道。別名、亀返坂（急坂のため亀も引き返した、ひっくり返ったの意）。

## 概要
江戸時代初期の『玉舟和尚鎌倉記』では「亀ヶ井坂」、徳川光圀が命じて編纂させた1685年（貞享2年）の『新編鎌倉志』以降は「亀ヶ谷坂」と書かれている。
ただし、鎌倉時代にこの位置に道があった確実な証拠はない。一般に流布している仁治元年（1240年）に北条泰時が開削したとの説は、『吾妻鏡』の同年10月10日および19日の条に依拠しているが、そこに書かれているのは「山内の道路を造らるべきの由その沙汰有り」であり、道筋はここ亀ヶ谷坂、そして巨福呂坂のどちらもが考えられる。
また歴史学者の高柳光寿は『鎌倉市史（総説編）』の中で、現在の横須賀線西側の谷を越えたのではないかとの説を出している。そのどちらかはともかく、遅くとも鎌倉時代後期までには、現在の位置に道（切通し）があった状況証拠を確認することができる。
1969年（昭和44年）6月5日、国の史跡に指定された。